# John Ball (pap)
John Ball (1338 körül – Coventry, 1381. július 15.) lollard angol pap. Fontos szerepet játszott az 1381-es angliai parasztfelkelésben.

## Élete
Életének korai részéről kevés információ áll rendelkezésünkre, a fellelhető adatok is szinte csak a felkelésben játszott szerepére korlátozódnak. Annyi bizonyos, hogy St Albansban élt, Hertfordshire grófságban, majd a nagy pestisjárvány idején (1347–48-ban) Colchesterben. Az 1381-es Wat Tyler-féle felkelés idején Kentben élt. Életének forrásai vele ellenséges íróktól származnak, akik emiatt hangsúlyozzák politikai és vallási radikalizmusát. Állítólag neves vándorprédikátor volt, azaz nem volt saját parókiája. Nagy tisztelője volt Wycliffe szociális egyenlőségről szóló tanainak.
Egyes kijelentései miatt összeütközésbe került Canterbury érsekével, háromszor börtönbe is került. 1366-ban kiátkozták, és megtiltották, hogy prédikáljon. Ezek azonban mit sem változtattak népszerűségén, sőt prédikációinak nagy szerepe volt az 1381-es felkelés kitörésében. A krónikások – látván a felkelés erejét – széles körű összeesküvést vizionáltak. Ennek a konspirációnak állítólag jelmondata: „John, a molnár keveset őröl, keveset, keveset – A mennyei király fia majd mindenért megfizet, megfizet!”
Ball maga éppen ismét a Canterbury érsek börtönében volt, Maidstone-ban, Kentben, amikor is kitörtek az első tiltakozó megmozdulások Dartfordban. A kenti lázadók azonban hamarosan kiszabadították. Ball ekkor Blackheath-ben, a felkelők gyülekezőhelyén nyilvánosan prédikált nekik. Itt mondta el híres beszédét, mely szerint Ádám és Éva korában még nem volt báró és nemes. Beszédének további részében kifejtette szociális egyenlőségről szóló tanait.
A Ball-lal ellenséges források arról számolnak be, hogy a beszéd után sürgette a bárók és a jogászok legyilkolást, majd Londonba sietett, hogy részt vegyen a Towerbe húzódó Simon of Sudburynek, Canterbury érsekének elűzésében. Más források azonban nem támasztják alá Ball ezen cselekedeteit. A felkelés bukása után bíróság elé állították, majd II. Richárd jelenlétében kivégezték, testét négyfelé vágták, fejét pedig egy lándzsára tűzték a London Bridge hídján, 1381. július 15-én.
Froissart csak a „bolond kenti pap” néven emlegette történeti művében. Fennmaradt néhány költeménye is.

## Fordítás
- Ez a szócikk részben vagy egészben  a   John Ball című angol Wikipédia-szócikk fordításán alapul.  Az eredeti cikk szerkesztőit annak laptörténete sorolja fel. Ez a jelzés csupán a megfogalmazás eredetét és a szerzői jogokat jelzi, nem szolgál a cikkben szereplő információk forrásmegjelöléseként.